# Clásica San Sebastián 2012
Die Clásica San Sebastián 2012 war die 32. Austragung dieses Radrennens und fand am 14. August 2012 statt. Das Eintagesrennen war Teil der UCI WorldTour 2012 und innerhalb dieser das 21. von 28 Rennen. Die Gesamtdistanz des Rennens betrug 234 Kilometer.
Es siegte der Spanier Carlos Barredo aus der niederländischen Mannschaft Rabobank Cycling Team vor dem Australier Simon Gerrans aus der australischen Mannschaft Orica GreenEdge und dem Belgier Gianni Meersman aus der belgischen Mannschaft Lotto-Belisol.

## Teilnehmer
Startberechtigt waren die 18 UCI ProTeams der Saison 2012. Zusätzlich vergab der Veranstalter Wildcards an zwei UCI Professional Continental Teams.
| ProTeams (18)- AG2R La Mondiale - Astana - BMC Racing Team - Euskaltel-Euskadi - FDJ-BigMat - Garmin-Sharp - Katusha Team - Lampre-ISD - Liquigas-Cannondale - Lotto-Belisol - Movistar Team - Omega Pharma-Quick Step - Orica-GreenEDGE - Rabobank - RadioShack-Nissan - Saxo Bank-Tinkoff Bank - Sky - Vacansoleil - DCM Professional Continental Teams (2)- Andalucía - Caja Rural |
| |

## Ergebnis
| \| Gesamtwertung \| Gesamtwertung \| Gesamtwertung \| Gesamtwertung \| Gesamtwertung \| \| Fahrer \| Fahrer \| Land \| Team \| Zeit \| \| ------------- \| ------------------- \| ------------- \| ---------------------- \| --------------- \| \| 1. \| Luis León Sánchez \| Spanien \| Rabobank \| 5 h 55 min 34 s \| \| 2. \| Simon Gerrans \| Australien \| Orica-GreenEDGE \| + 7 s \| \| 3. \| Gianni Meersman \| Belgien \| Lotto-Belisol \| + 7 s \| \| 4. \| Christophe Le Mével \| Frankreich \| Garmin-Sharp \| + 7 s \| \| 5. \| Bauke Mollema \| Niederlande \| Rabobank \| + 7 s \| \| 6. \| Mauro Santambrogio \| Italien \| BMC Racing Team \| + 7 s \| \| 7. \| Mads Christensen \| Dänemark \| Saxo Bank-Tinkoff Bank \| + 7 s \| \| 8. \| Joaquim Rodríguez \| Spanien \| Katusha \| + 7 s \| \| 9. \| Xavier Florencio \| Spanien \| Katusha \| + 7 s \| \| 10. \| Diego Ulissi \| Italien \| Lampre-ISD \| + 7 s \| |                     |             |                        |                 |
| |                     |             |                        |                 |
| Quelle: ProCyclingStats |                     |             |                        |                 |
| Gesamtwertung |                     |             |                        |                 |
| Fahrer | Fahrer              | Land        | Team                   | Zeit            |
| 1. | Luis León Sánchez   | Spanien     | Rabobank               | 5 h 55 min 34 s |
| 2. | Simon Gerrans       | Australien  | Orica-GreenEDGE        | + 7 s           |
| 3. | Gianni Meersman     | Belgien     | Lotto-Belisol          | + 7 s           |
| 4. | Christophe Le Mével | Frankreich  | Garmin-Sharp           | + 7 s           |
| 5. | Bauke Mollema       | Niederlande | Rabobank               | + 7 s           |
| 6. | Mauro Santambrogio  | Italien     | BMC Racing Team        | + 7 s           |
| 7. | Mads Christensen    | Dänemark    | Saxo Bank-Tinkoff Bank | + 7 s           |
| 8. | Joaquim Rodríguez   | Spanien     | Katusha                | + 7 s           |
| 9. | Xavier Florencio    | Spanien     | Katusha                | + 7 s           |
| 10. | Diego Ulissi        | Italien     | Lampre-ISD             | + 7 s           |